# Grammatidae
Famille
Les Grammatidae forment une famille de poissons de l'ordre des Perciformes.

## Liste des genres
Selon ITIS (15 déc. 2015), World Register of Marine Species (15 déc. 2015) et FishBase (15 déc. 2015) :
- genre Gramma  Poey, 1868
- genre Lipogramma  Böhlke, 1960